# Charles Alexander Phipps Murison
Charles Alexander Phipps Murison, britanski general, * 7. oktober 1894, Grenfell, Saskatchewan, Kanada, † 31. oktober 1981, Vancouver, Kanada.